# 加斯东·莫内维尔
加斯东·莫内维尔（法語：Gaston Monnerville，1897年1月2日—1991年11月7日），是法国激进社会党的政治家、律师。莫内维尔在第二次世界大战期间曾是法国抵抗运动的成员，战后他于1947年至1968年间出任参议院议长，是法国历史上首位主持议会机构的黑人。